# Faisalabad
Faisalabad (Urdu فیصل آباد), bis 1977 Lyallpur, ist die drittgrößte Stadt Pakistans. Ihre Bevölkerung liegt bei 3,7 Millionen (2023). Die Stadt, die westlich von Lahore in der Provinz Punjab liegt, ist ein wichtiges Industriezentrum und ein Verkehrsknotenpunkt. Hauptsächlich stößt man auf Textilfabriken. Auch eine der größten Reisfabriken (IQBAL RICE MILLS) des Landes befindet sich in der Nähe.

## Geschichte
Faisalabad wurde im Jahr 1880 durch die Briten gegründet. Ursprünglich hieß die Stadt Lyallpur, nach dem Namen ihres Gründers, Sir Charles James Lyall. Bevor die Briten an diesem Ort eine Stadt gründeten, war die Region eine Ansammlung mehrerer Dörfer. In der Folge wurden mehrere Kanäle gebaut, um das Gebiet mit Wasser zu versorgen. Leute aus anderen Landesteilen wurden mit Versprechungen für Land in die Stadt geholt. Faisalabad wuchs auf diese Art und Weise schnell zu einer großen Stadt.
Am 1. September 1977 wurde die Stadt zu Ehren von König Faisal von Saudi-Arabien, der ermordet worden war, in Faisalabad (‚Wohnsitz des Faisal‘) umbenannt. König Faisal hatte zu Lebzeiten allerdings keinerlei Beziehung zur Stadt gehabt.

## Geographische Lage
Der Distrikt Faisalabad liegt zwischen 30° 35' und 31° 47' nördlicher Breite und 72° 01' und 73° 40' östlicher Länge. Er wird im Norden durch die Distrikte Gujranwala und Sheikhupura begrenzt, im Osten liegen Sheikhupura und Sahiwal, im Süden liegen Sahiwal und Toba Tek Singh, im Jhang liegt.

## Bevölkerung

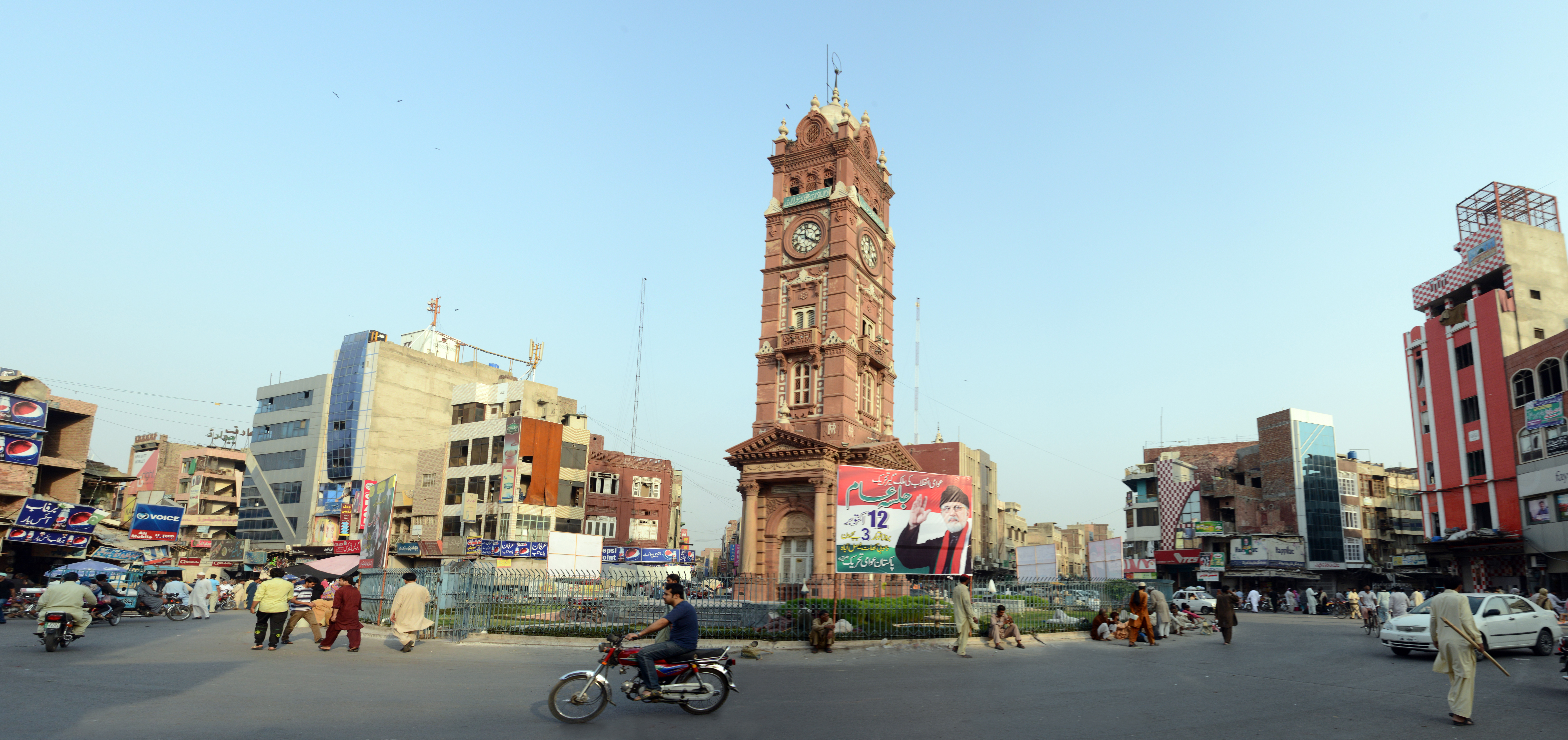
Faisalabad

Der Distrikt Faisalabad hat eine Einwohnerzahl von etwa 3,5 Millionen, welche sich auf eine Fläche von 5856 Quadratkilometern verteilen. Dieser Distrikt wird in sechs Verwaltungseinheiten unterteilt, nämlich:
- Faisalabad (City)
- Faisalabad (Sadar)
- Chak Jhumra
- Jaranwala
- Samundri
- Tandlianwala

### Bevölkerungsentwicklung
| Zensusjahr | Einwohnerzahl |
| ---------- | ------------- |
| 1972       | 823.343       |
| 1981       | 1.104.209     |
| 1998       | 2.008.861     |
| 2017       | 3.210.158     |
| 2023       | 3.691.999     |

Für 2050 wird mit einer Bevölkerung von über 7,2 Millionen Menschen in der Agglomeration Faisalabad gerechnet.

## Klima
Das Klima von Faisalabad ist sehr heiß im Sommer, wohingegen im Winter die Temperatur unter Null sinken kann. Der Sommer, der im April beginnt und bis zum Oktober dauert, bringt eine Temperatur zwischen 27 und 39 Grad, sie kann jedoch auch 50 Grad erreichen. Mai, Juni und Juli sind die heißesten Monate. Der Winter, der im November beginnt und bis März dauert, hat eine Temperatur zwischen sechs und 21 Grad. Die kältesten Monate sind Dezember, Januar und Februar.

## Bildung
In Faisalabad befinden sich die University of Agriculture Faisalabad, eine landwirtschaftliche Universität, und das landwirtschaftliche Forschungsinstitut (Agricultural Research Institute). Weiterhin gibt es mehrere Universitäten und Hochschulen wie eine Medizinhochschule (Punjab Medical College), Hamadard University Faisalabad Campus, University of Faisalabad, Commerce College, National Textile University, Poly Technical College, Superior Science College usw.

## Wirtschaft
Nach der Unabhängigkeit Pakistans hat sich in Faisalabad speziell die Textilindustrie stark entwickelt. Die Textilien werden teilweise in industriellen Unternehmen, aber auch in Tausenden Familienbetrieben hergestellt. Neben der Textilindustrie ist die Chemieindustrie, die Herstellung von Lebensmitteln, pharmazeutischen Produkten sowie Druckerzeugnissen bedeutend.
Der Boden in der Region um Faisalabad ist sehr fruchtbar. Dank des Bewässerungssystems ist es eines der Gebiete mit der höchsten landwirtschaftlichen Produktivität. Angebaut werden vor allem Weizen und Baumwolle.
Seit kurzem ist Faisalabad mit der Millionenstadt Lahore durch eine neugebaute Autobahn verbunden.

## Religion
Die größte islamische Bewegung in Faisalabad ist die ultraorthodoxe Ahl-i Hadīth, eine südasiatische Version des arabischen Salafismus.
Anders als in den meisten anderen Teilen des Pandschab, in denen die Deobandi- oder Barelwī-Bewegungen vorherrschen, ist Faisalabad eine unter nur wenigen Ausnahmen.
Faisalabad ist Sitz des römisch-katholischen Bistums Faisalabad. Unweit östlich von Faisalabad liegt die Stadt Nankana Sahib, ein bedeutender Wallfahrtsort der Sihks.

## Sport
In Faisalabad befindet sich mit dem Iqbal Stadium ein Test-Cricket-Stadion. In der Stadt bestreitet die Pakistanische Cricket-Nationalmannschaft regelmäßig Heimspiele gegen andere Nationalmannschaften. Im Iqbal Stadium fanden unter anderem Spiele bei den Cricket World Cups 1987 und 1996 statt.

## Söhne und Töchter der Stadt
- Charles James Lyall (1845–1920), Stadtgründer von Faisalabad
- Bhagat Singh (1907–1931), Freiheitskämpfer
- Lal Bokhari (1909–1959), indischer Hockeyspieler
- Romesh Chandra (1919–2016), indischer Journalist, Politiker und Präsident des Weltfriedensrates
- Grahanandan Singh (1926–2014), indischer Hockeyspieler
- Zia Mohyeddin (1931–2023), pakistanisch-britischer Schauspieler und Produzent
- Milkha Singh (1935–2021), indischer Sprinter
- Dalbir Singh Gill (* 1936), indischer Radrennfahrer
- Nusrat Fateh Ali Khan (1948–1997), Sänger
- Akhtar Rasool (* 1954), Hockeyspieler
- Rana Sanaullah (* 1955), Politiker
- Khalid Bashir (* 1968), Hockeyspieler
- Abrar-ul-Haq (* 1968), Sänger
- Abid Sher Ali (* 1971), Politiker
- Rahat Fateh Ali Khan (* 1974), Musiker
- Javaid Rehman (* vor 1975), britisch-pakistanischer Rechtswissenschaftler
- Rameez Junaid (* 1981), australischer Tennisspieler
- Muhammad Asif (* 1982), Snookerspieler
- Zahoor Khan (* 1989), emiratischer Cricketspieler
- Sadia Yousuf (* 1989), Cricketspielerin
- Najma Parveen (* 1990), Leichtathletin
- Asif Ali (* 1991), Cricketspieler
- Hamza Akbar (* 1993), Snookerspieler
- Sadia Iqbal (* 1995), Cricketspielerin